# Tumore facciale del diavolo

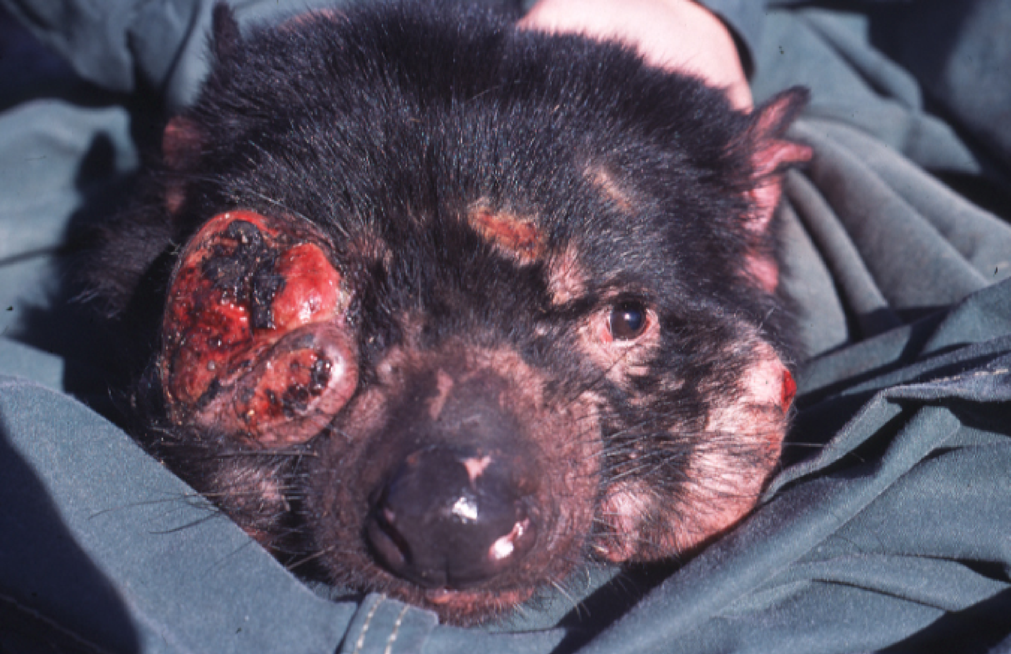
Diavolo orsino affetto da DFTD in forma avanzata: il tessuto neoplastico, formandosi all'interno della bocca e sul muso, può andare ad ostacolare l'alimentazione o la vista, portando l'animale alla morte per inedia.

Il tumore facciale del diavolo (in inglese devil facial tumour disease, abbreviato in DFTD) è una forma di cancro trasmissibile a origine non virale che colpisce unicamente il diavolo della Tasmania (Sarcophilus harrisii). Esso ha origine probabilmente a partire dalle cellule di Schwann, come dimostrato dall'analisi del trascrittoma delle cellule tumorali.
Diagnosticato per la prima volta nel 1996 in Tasmania nord-orientale, il DFTD si è diffuso in pochi anni nel 65% della Tasmania (zona centro-orientale dell'isola, mentre le aree nord-occidentali e meridionali pare siano ancora libere dal contagio), decimando la popolazione selvatica del diavolo della Tasmania: le stime sull'impatto della malattia parlano di una riduzione in numero compresa fra il 20% e il 50%.
La malattia si manifesta con la comparsa di formazioni neoplastiche attorno agli occhi e alla bocca (ed a uno stadio avanzato anche all'interno di essa), che ostacolano le normali attività di ricerca del cibo e nutrizione, portando nella maggior parte dei casi alla morte per inedia nel giro di pochi mesi.
Nel 2011, è stato stimato che il costo per la salvaguardia della specie ammonterebbe a circa 11 milioni di dollari. Nel caso in cui non venissero presi provvedimenti per l'epidemia o non venga trovato un vaccino, ai ritmi attuali (diminuzione numerica del 70% dal 1996 ad oggi) l'estinzione in natura del diavolo della Tasmania è prevista per il 2035.

## Storia

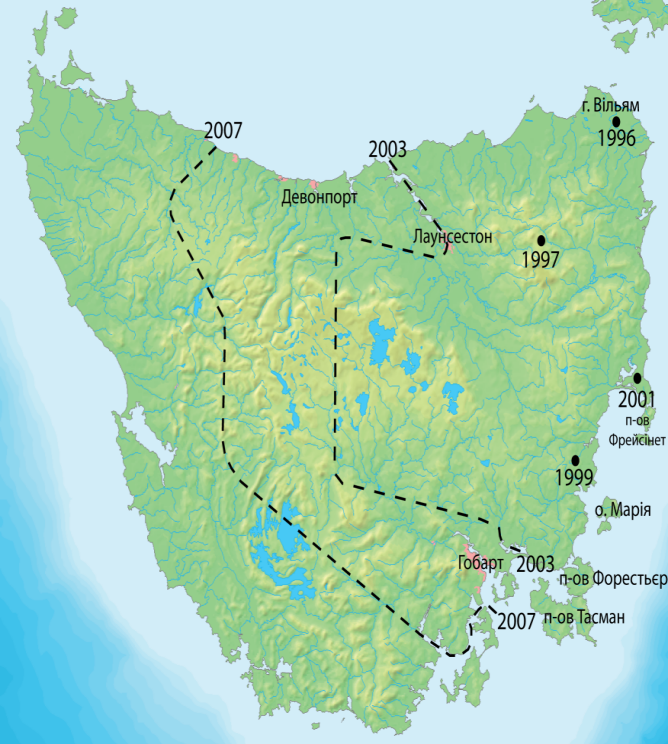
Diffusione del DFTD nel 2007.

Nel 1996, nei pressi del monte William (Tasmania nord-orientale), vennero osservati e fotografati numerosi diavoli orsini affetti da tumore facciale: nello stesso periodo, le ricerche effettuate sul campo evidenziarono un netto calo della popolazione selvatica di questi animali. Il primo approccio scientifico alla malattia avvenne nel 1999 con la cattura e lo studio di un esemplare infetto nei pressi di Little Swanport e di altri tre esemplari nel 2001, sulla penisola di Freycinet. Nel 2003 il naturalista Nick Mooney, a fronte del calo costante della popolazione di diavoli della Tasmania, fece circolare una richiesta a tutti i parchi naturali tasmaniani per far sì che ci fosse una richiesta attiva di fondi per lo studio del tumore facciale del diavolo: tale richiesta giunse anche all'allora ministro dell'ambiente tasmaniano Bryan Green, che lanciò una campagna statale di raccolta fondi e organizzò gruppi di studio per cercare di comprendere e se possibile fermare il diffondersi del DFTD. Nel settembre dello stesso anno, Mooney cercò di informare la popolazione dell'esistenza del DFTD (allora attribuito a cause virali) in un articolo su un giornale locale: le critiche rivolte dalla comunità scientifica al governo tasmaniano (giudicato colpevole di non stanziare fondi sufficienti per lo studio di quella che poteva essere una zoonosi) fecero sì che si cominciasse a studiare la malattia con mezzi migliori.
Nel 2004, durante delle ricerche, in alcuni musei europei vennero ritrovati dei crani di diavolo orsino dalla forma insolita, la cui deformità venne attribuita a una possibile infezione di DFTD: fra i bollettini dello zoo di Londra, inoltre, venne trovata la descrizione di una malattia di un diavolo della Tasmania ivi ospitato attribuibile a un caso di tumore facciale.
Nel 2006, il DFTD venne classificato nella lista B secondo i criteri dell'Animal Health Act australiano del 1995 e cominciò la cattura di esemplari sani al fine di ottenere una popolazione stabile e libera dalla malattia in regime di semilibertà.

## Eziologia
L'agente eziologico del DFTD sono le cellule tumorali stesse (allotrapianto), con l'infezione che può avvenire attraverso l'accoppiamento (il maschio è solito mordere la femmina durante l'atto, infettandola), i combattimenti od attraverso il semplice nutrirsi dello stesso cibo. Tale ipotesi, inizialmente scartata a favore di una trasmissione virale del tumore, si rivelò invece corretta quando un esemplare selvatico di diavolo orsino presentante un'anomalia cromosomica venne infettato: l'analisi delle cellule tumorali rivelò che esse presentavano corredo cromosomico tipico, il che significava che esse non si erano originate a partire dal corpo dell'animale, ma vi erano giunte da un altro esemplare con corredo cromosomico tipico.

Le cellule tumorali sono caratterizzate dalla presenza di 13 cromosomi (mentre una cellula sana di diavolo orsino ne contiene 14): questi sono disposti regolarmente in tutte le cellule (per quanto il cariotipo si presenti anomalo, in maniera simile a quanto avviene nel Tumore venereo trasmissibile), facendo pensare che il DFTD appartenga alla famiglia dei Tumori neuroendocrini.
La diffusione del DFTD nella popolazione selvatica di diavolo della Tasmania è facilitata, oltre che dalle modalità d'interazione fra i vari individui, dalla bassa variabilità genetica di questi animali, specialmente a livello del complesso maggiore di istocompatibilità: tale bassa variabilità (che rimane tale anche nelle cellule tumorali) fa sì che quando un animale viene infettato da cellule tumorali di un altro esemplare, esse non vengono riconosciute come corpi estranei dal sistema immunitario.

Nell'ambito del sequenziamento del codice genetico del diavolo orsino, delle analisi effettuate sulle molecole di classe I del complesso maggiore di istocompatibilità (MHC) di questi animali hanno mostrato l'esistenza di 25 "tipi" diversi, con differenze crescenti in direttrice nord-ovest/est. Nell'area orientale dell'isola il 70% dei diavoli della Tasmania presenta un tipo associato all'insorgenza del DFTD (in particolare il 30% di essi presenta tipo 1, il 24% tipo A, la rimanente percentuale si divide fra i tipi D e G), mentre a ovest poco più della metà degli animali appartengono a una di queste categorie: sono invece presenti tipi endemici di questa zona. Ciò significa che, pur presentando diversità genetica minore, nella popolazione nord-occidentale di diavolo della Tasmania tale diversità si manifesta principalmente a livello dei geni del MHC, consentendo maggiore resistenza al DFTD in quanto le cellule tumorali vengono riconosciute come estranee, scatenando la risposta immunitaria.
Nel 2008 da esami chimici effettuati sul tessuto adiposo di 16 individui colpiti da DFTD è emersa la presenza di forti dosi di elementi chimici tossici e potenzialmente cancerogeni: in particolare, è stata evidenziata la presenza di BB153 (esabromodifenile) e BDE209 (decabromodifenile), appartenenti alla categoria dei PBDE (eteri difenili polibrominati) e utilizzati comunemente come ritardanti di fiamma in molti oggetti di uso comune. In passato era stata chiesta la messa al bando di questi composti ai sensi della convenzione di Stoccolma: tuttavia, le industrie produttrici di BDE209 avevano espressamente negato la possibilità di bioaccumulo da parte del composto, che si era pertanto imposto sui prodotti concorrenti proprio per questa caratteristica.

## Patologia
Una volta infettato l'animale (a causa delle modalità d'interazione sociale del diavolo orsino l'infezione avviene a livello della testa, da cui il nome di "tumore facciale"), le cellule tumorali cominciano a moltiplicarsi, portando all'ingrossamento del tessuto. Le formazioni neoplasiche, ingrossandosi, arrivano a impedire l'assunzione di cibo da parte dell'animale, che generalmente infatti muore d'inedia a pochi mesi dal contagio: il DFTD ha tendenza a dare metastasi a livello dei linfonodi e del cuore, e i tumori più avanzati spesso comportano anche il parziale dissolvimento delle ossa craniche.
L'espansione del DFTD ha avuto effetti anche sul comportamento riproduttivo: mentre in condizioni normali le femmine cominciano a riprodursi a partire dal secondo anno d'età, per poi riprodursi annualmente, negli ultimi anni gli studiosi della specie sul campo hanno registrato una tendenza delle femmine ad accoppiarsi e riprodursi già a partire dal primo estro (un anno d'età), morendo a causa del tumore facciale poco dopo l'avvenuto svezzamento della nidiata.

## Misure per la conservazione
Non è ancora stato possibile approntare un vaccino o una cura efficace per questo male, sicché l'unica maniera per arginarne gli effetti sulla popolazione selvatica è isolare il prima possibile gli individui infetti, per evitare che diffondano il contagio.
La penisola di Tasman, considerata un'area libera dal DFTD in quanto accessibile solo attraverso uno stretto passaggio, è stata isolata con barriere fisiche e periodicamente il governo tasmaniano effettua spedizioni atte ad individuare ed eliminare eventuali soggetti portatori del tumore.

Sono inoltre in atto catture mirate di esemplari sani, messi in quarantena per salvaguardare il biotipo in caso di distruzione della specie allo stato selvatico: a questo scopo vengono allevate in condizioni di semilibertà due "popolazioni di sicurezza", una nel villaggio di Taroona (sito nei pressi della capitale tasmaniana Hobart) e una su Maria Island, al largo della costa orientale della Tasmania. Operano in supporto al salvataggio delle informazioni genetiche anche lo Healesville Sanctuary di Melbourne e il Taronga Zoo di Sydney. Nel gennaio 2010, il numero di diavoli della Tasmania ospitati in queste strutture ammontava a 277 esemplari.

Un altro progetto importante, a cura dell'Australian Reptile Park, prevede la riproduzione di esemplari sani in cattività fino a raggiungere le mille unità, scegliendo con cura i riproduttori per aumentare il più possibile la variabilità genetica.
In casi estremi, sono stati studiati piani di crioconservazione degli ovuli fecondati di diavolo della Tasmania; negli esperimenti effettuati finora, il tasso di sopravvivenza delle cellule è del 70%.

## Terapia
Sono stati finora descritti nove ceppi del tumore facciale del diavolo, il che indica un'evoluzione della malattia con conseguente aumento della difficoltà di trovare vaccini validi e addirittura possibilità di infettare in futuro anche specie filogeneticamente vicine al diavolo orsino, come i dasiuri.

La vaccinazione con utilizzo di cellule tumorali irradiate (impossibilitate perciò a riprodursi) non ha dato risultati.
Nel 2009 è stato sviluppato un test per riconoscere la presenza del tumore a partire da un semplice campione di sangue, velocizzando la diagnosi della malattia e consentendo agli studiosi di avere in fretta materiale da studiare, senza ricorrere a biopsie.
Nel 2010 sembrò che la terapia con EBC-46, sostanza utilizzata nella cura dei tumori facciali in cani, gatti e cavalli, desse risultati positivi anche per il tumore facciale del diavolo: tuttavia, le aspettative attorno a questa possibile cura vennero presto deluse, in quanto non venne riconosciuto alcun effetto benefico particolare della sostanza sul diavolo orsino.
Nel giugno 2005, una femmina mostrò resistenza parziale al DFTD: da allora, il numero di femmine con questa caratteristica è salito a tre.

Nel 2008, un esemplare (chiamato Cedric) sembrò essere resistente alla malattia: tuttavia, alcuni mesi dopo le sperimentazioni, sviluppò due tumori, che vennero rimossi. Dopo l'asporto del tessuto neoplasico, l'animale sembrava essersi ripreso bene, ma nel settembre 2010 la scoperta di una metastasi nei polmoni portò gli studiosi a decidere di sopprimere l'esemplare.